# Мэйл, Рассел
Рассел Крэйг Мэйл (англ. Russell Craig Mael; род. 5 октября 1948 в Санта-Монике, штат Калифорния) —  американский певец, наиболее известный как лид-вокалист группы Sparks, которую он основал в 1971 году со своим старшим братом Роном Мэйлом. Мэйл известен своим широким вокальным диапазоном, в частности далеко достигающим фальцетом. Он имеет эффектное и гиперактивное сценическое присутствие, которое резко контрастирует с невыразительным поведением Рона Мэйла.
Группа выпустила альбом в 2015 году совместно с британской рок-группой Franz Ferdinand, как супергруппа FFS, альбом получил название FFS. Братья Мэйл являются основателями лейбла Lil' Beethoven Records

## Ранняя жизнь
Рассел Крэйг Мэйл родился 5 октября 1948 года в Лос-Анджелесе, Калифорния. Братья Мэйл выросли в Пасифик-Палисейдс - относительно богатом пляжном районе Лос-Анджелеса. Отец Мейер Мэйл  был графическим дизайнером и карикатуристом в Hollywood Citizen-News. Мать, Мириам (урожденная Московиц), библиотекарь. Мейер и Мириам были детьми еврейских иммигрантов, Мейер - австрийского и русского происхождения, а Мириам - польского; Большая часть вдохновения братьев Мэйл пришла от их отца, который водил их в кино в детстве, где они развили интерес к кино, визуальным искусствам и нарративу. Мейер умер, когда Мэйлу было 8 лет.
После окончания средней школы Палисейдс оба брата поступили в Калифорнийский университет в Лос-Анджелесе; Рон изучал курс кинематографии и графических искусств в 1963 году, а Расселл изучал театральное искусство и кинопроизводство в 1966-1968 годах.

## Группа Sparks
Мэйл известен своим широким вокальным диапазоном, а его наиболее заметной вокальной чертой является высокий фальцет. В обзоре NME вокальный диапазон Расселла был описан как «стратосферное сочетание Марка Болана и Тини Тима».
Он записал 26 альбомов в составе группе Sparks. У группы есть преданные поклонники по всему миру, и она наиболее известна песней "This Town Ain't Big Enough for Both of Us", которая достигла 2-го места в британском чарте синглов.
Вместе с братом играли в роли самих себя в фильме-катастрофе 1977 года "Американские горки". Они также появились в 22-м эпизоде 6-го сезона сериала "Девочки Гилмор". Маэл появился в эпизодической роли певца на виселице в вестерне "Девица" 2018 года, и они с Роном сыграли самих себя в "Аннет", музыкальном фильме режиссера Леоса Каракса, музыку для которого они написали.
В июне 2018 года Эдгар Райт объявил, что он снимет документальный фильм о Sparks. Он присутствовал на концерте группы в Лондоне в мае в O2 Forum Kentish Town. Этот концерт также стал частью документального фильма. Фильм под названием "Братья Спаркс" был впервые показан на кинофестивале "Сандэнс" 30 января 2021 года.
С конца 1980-х годов Sparks записывают свои альбомы исключительно в домашней студии Расселла, чтобы избежать ограничений, связанных с дорогими студийными сессиями, и сохранить творческую независимость. Расселл занимается сведением и инженерингом записей, а Рон выступает в качестве сопродюсера.

## Персональная жизнь
В 2017 году один из рецензентов отметил, что, хотя в биографиях братьев упоминается о том, что они выросли в Лос-Анджелесе, занимались серфингом и работали моделями для каталогов по почте, их личная жизнь в остальном почти полностью неизвестна. "Ну, мы в хорошей компании с Бобом Диланом", - ответили Братья. "Мы считаем, что чем меньше вы знаете, тем лучше сохраняются мифология и имидж". Даже на вопрос о том, есть ли у них партнеры или супруги, они отказались давать ответ, настаивая на том, что "неопределенность интереснее реальности".
В документальном фильме Эдгара Райта 2021 года "Братья Спаркс" упоминается, что Расселл встречался с Мисс Кристин из группы The GTOs и недолгое время был в отношениях с Джейн Вайдлин из группы The Go-Go's, которая была вторым вокалистом в песне Sparks "Cool Places".

## Дискография
В составе Sparks
| Year | Album                              |
| ---- | ---------------------------------- |
| 1971 | Halfnelson                         |
| 1973 | A Woofer in Tweeter's Clothing     |
| 1974 | Kimono My House                    |
| 1974 | Propaganda                         |
| 1975 | Indiscreet                         |
| 1976 | Big Beat                           |
| 1977 | Introducing Sparks                 |
| 1979 | No. 1 in Heaven                    |
| 1980 | Terminal Jive                      |
| 1981 | Whomp That Sucker                  |
| 1982 | Angst in My Pants                  |
| 1983 | In Outer Space                     |
| 1984 | Pulling Rabbits Out of a Hat       |
| 1986 | Music That You Can Dance To        |
| 1988 | Interior Design                    |
| 1994 | Gratuitous Sax & Senseless Violins |
| 1997 | Plagiarism                         |
| 2000 | Balls                              |
| 2002 | Lil' Beethoven                     |
| 2006 | Hello Young Lovers                 |
| 2008 | Exotic Creatures of the Deep       |
| 2009 | The Seduction of Ingmar Bergman    |
| 2017 | Hippopotamus                       |
| 2020 | A Steady Drip, Drip, Drip          |
| 2021 | Annette                            |
| 2023 | The Girl Is Crying In Her Latte    |
| 2025 | MAD!                               |

В составе FFS
| Year | Album |
| ---- | ----- |
| 2015 | FFS   |

## Фильмография
| Год  |   | Русское название | Оригинальное название | Роль                  |
| ---- | - | ---------------- | --------------------- | --------------------- |
| 2006 | с | Девочки Гилмор   | Gilmore Girls         | Богемский трубадур    |
| 2018 | ф | Девица           | Damsel                | Степной певец (камео) |